# Maximilien Robespierre
Maximilien François Marie Isidore de Robespierre, más conocido como Maximilien Robespierre o Maximiliano Robespierre (Arras, 6 de mayo de 1758-París, 28 de julio de 1794), fue un abogado, escritor, orador y político francés apodado «el Incorruptible». Fue uno de los más prominentes líderes de la Revolución francesa, diputado, presidente de la Convención Nacional en dos ocasiones, miembro de los jacobinos y del Comité de Salvación Pública, entidad que gobernó Francia durante el periodo revolucionario conocido como el Terror.
Robespierre, jurista de profesión, inició su carrera como juez penal de la diócesis de Arras, además de ejercer como defensor legal, especialmente de los sectores más desposeídos, lo cual, junto con su entonces fuerte oposición a la pena de muerte y la notoriedad que acumuló como escritor, lo convirtieron en uno de los más destacados abogados de Arras. Su fama pronto lo llevó a la política, resultando electo diputado por el Tercer Estado en los Estados Generales en 1789, encarrilándose desde entonces hacia un rápido ascenso político, hasta alcanzar la presidencia de la Convención Nacional y transformarse en uno de los más poderosos líderes de la Revolución. Como diputado del Tercer Estado, se convirtió en una de las principales figuras de los "demócratas" en la Asamblea Constituyente, defendiendo la abolición de la pena de muerte y de la esclavitud, el derecho de voto para las personas de color y los judíos, así como el sufragio universal y la igualdad de derechos frente al sufragio censitario. Su intransigencia pronto le valió el apodo de «el Incorruptible». Miembro del Club Jacobino desde el principio, se convirtió poco a poco en una de sus principales figuras.
Entre 1793 y 1794, en un contexto de amenazas militares en las fronteras y de revueltas en el país, el Comité de Salvación Pública lideró el denominado «Reino del Terror», durante el cual gobernó Francia de forma autocrática, sumiendo al país en un período de persecuciones políticas, incertidumbre generalizada y continuas ejecuciones por traición, sedición, conspiración, entre muchos otros crímenes. Este periodo presentó a un Robespierre firme, autoritario y decidido a purificar a Francia de cualquier opositor a la Revolución, llegando a justificar en su defensa el uso de la pena de muerte a la que tanto se había opuesto en el pasado. La responsabilidad de Robespierre en la aplicación del terror -que causó entre 20 000 y 40 000 muertos- es controvertida, dada la multiplicación de poderes paralelos, mal coordinados y a veces rivales, sobre los que el Comité de Salvación Pública solo tenía una autoridad limitada. Robespierre, que estaba a favor del terror, también intentó limitar sus excesos.
Finalmente, tras la ejecución de Danton, se desencadenó una serie de divisiones políticas dentro de la Convención Nacional, y Robespierre reaccionó concentrando cada vez más poder en el Comité de Salvación Pública. Esto solo agravó aún más la situación, provocando que un cuerpo de soldados opuestos a sus políticas asaltaran el Ayuntamiento de París, donde él y varios de sus allegados se encontraban. Durante el asalto, resultó herido en la mandíbula en circunstancias inciertas. Fue arrestado y guillotinado el 28 de julio de 1794 (10 de Termidor) junto a veintiún seguidores. Su muerte fue seguida de una reacción termidoriana que desmanteló el régimen del Terror e hizo añicos el gobierno puramente revolucionario, que fue reemplazado por el Directorio, de carácter más conservador.
Robespierre es sin duda la figura más controvertida de la Revolución Francesa. Sus detractores (los termidorianos, los fundadores de la Tercera República y los historiadores de la «escuela liberal») destacan su papel en la instauración del Terror y el carácter dictatorial del Comité de Seguridad Pública. Para otros, Robespierre intentó limitar los excesos del Terror, y fue sobre todo un defensor de la paz, la democracia directa y la justicia social, un portavoz de los pobres y uno de los actores de la primera abolición de la esclavitud en Francia. Estos historiadores señalan que la caída de Robespierre coincidió con el fin de las medidas sociales que había tomado en favor de los pobres (la ley del máximo general, por ejemplo, que controlaba el precio del pan y del grano), y el triunfo del liberalismo económico.

## Infancia y juventud
Maximilien Robespierre era el hijo mayor de Maximilien-Barthélémy-François de Robespierre, nacido en 1732, abogado ante el Consejo Supremo de Artois, y de Jacqueline-Marguerite Carraut, tres años menor e hija de un cervecero de Arras. Después de conocerse en 1757, los dos jóvenes se casaron el 2 de enero de 1758. 
Robespierre, que nació en Arras el 6 de mayo del mismo año, fue concebido antes de la celebración del matrimonio de sus padres. 
Su padre era descendiente de una familia de juristas de Artois. Su abuelo, Maximilien (1694-1762), también había sido miembro del Consejo Supremo de Artois. Su bisabuelo, Martín (1664-1720), había sido fiscal en Carvin, y su tatarabuelo, Robert (1627-1707), había sido notario en Carvin y bayle de Oignies. 
La pareja tuvo cuatro hijos más: Charlotte, en 1760, Henriette-Eulalie-Françoise en 1761 y Augustin en 1763. El más joven nació el 4 de julio de 1764, pero la madre murió ocho días después, a la edad de veintinueve años, y el recién nacido, a continuación. Robespierre tenía entonces seis años. 
Según las Mémoires de Charlotte, François de Robespierre habría abandonado a sus hijos después de la muerte de su esposa. En cambio, según el historiador Gérard Walter, existen huellas de su presencia en Arras en marzo y en octubre de 1768. Además, dos cartas suyas enviadas desde Mannheim confirman que vivía en Alemania en junio de 1770 y octubre de 1771. Al año siguiente, según el registro del Consejo de Artois, se ocupó de quince litigios entre el 13 de febrero y el 22 de mayo. Finalmente, en marzo de 1778, a la muerte de su abuelo, se encontraba ausente, ya que se hizo representar en un juicio ante el Escabinado de Arras. A partir de ahí, si se da crédito a este documento, se pierde su rastro.
El abad Proyart, que afirmó haber conocido personalmente al padre de Maximilien, cuenta que, tras haber vivido algún tiempo en Colonia, le habría comunicado su deseo de viajar a Londres y, desde allí, al Caribe. Esta hipótesis, discutida por Albert Mathiez, es rechazada por Gérard Walter y Auguste Paris.
Un acta de enterramiento descubierta por Irmgard Hörl en 1956 indica que el padre de Maximilien murió en Múnich el 6 de noviembre de 1777, donde había sido maestro de idiomas (Sprachmeister). Así lo admiten Catherine Fouquet y Henri Guillemin. En todo caso, tras la muerte de su padre, las dos niñas fueron acogidas por sus tías paternas y los dos niños por su abuelo materno, Jacques Carraut (1701-1778).
En 1765 fue matriculado en el Colegio de Oradores de Arras. En 1769 obtuvo una beca para estudiar en el Liceo Louis-le-Grand de París, donde destacó académicamente (en especial en filosofía y derecho) y fue compañero de escuela de otros futuros líderes revolucionarios, entre ellos Camille Desmoulins y Georges Danton. Una leyenda muy difundida sostiene que, en junio de 1775, Robespierre fue escogido de entre todos los alumnos del Louis-le-Grand para recitarle unos versos en latín al recién coronado Luis XVI, y que este, después de escuchar sin el menor interés al joven, se habría marchado rápidamente, sin siquiera bajarse de su carruaje, para evitar mojarse con la lluvia. Robespierre se graduó de la Escuela de Leyes en 1781 y ejerció la práctica privada en su natal Arras, con moderado éxito.

## Inicios en la política

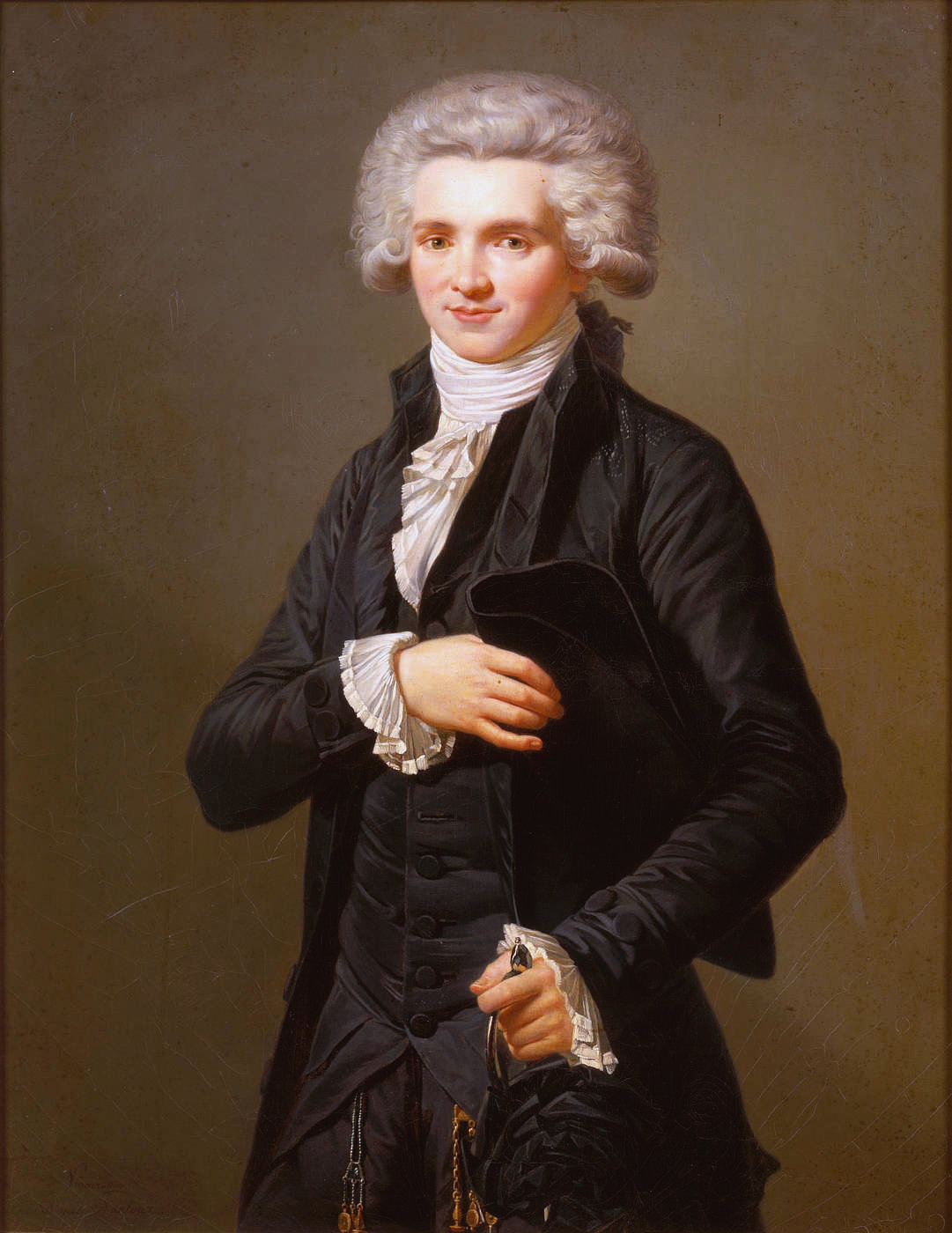
Maximilien Robespierre en 1785. Óleo de Pierre Roch Vigneron.

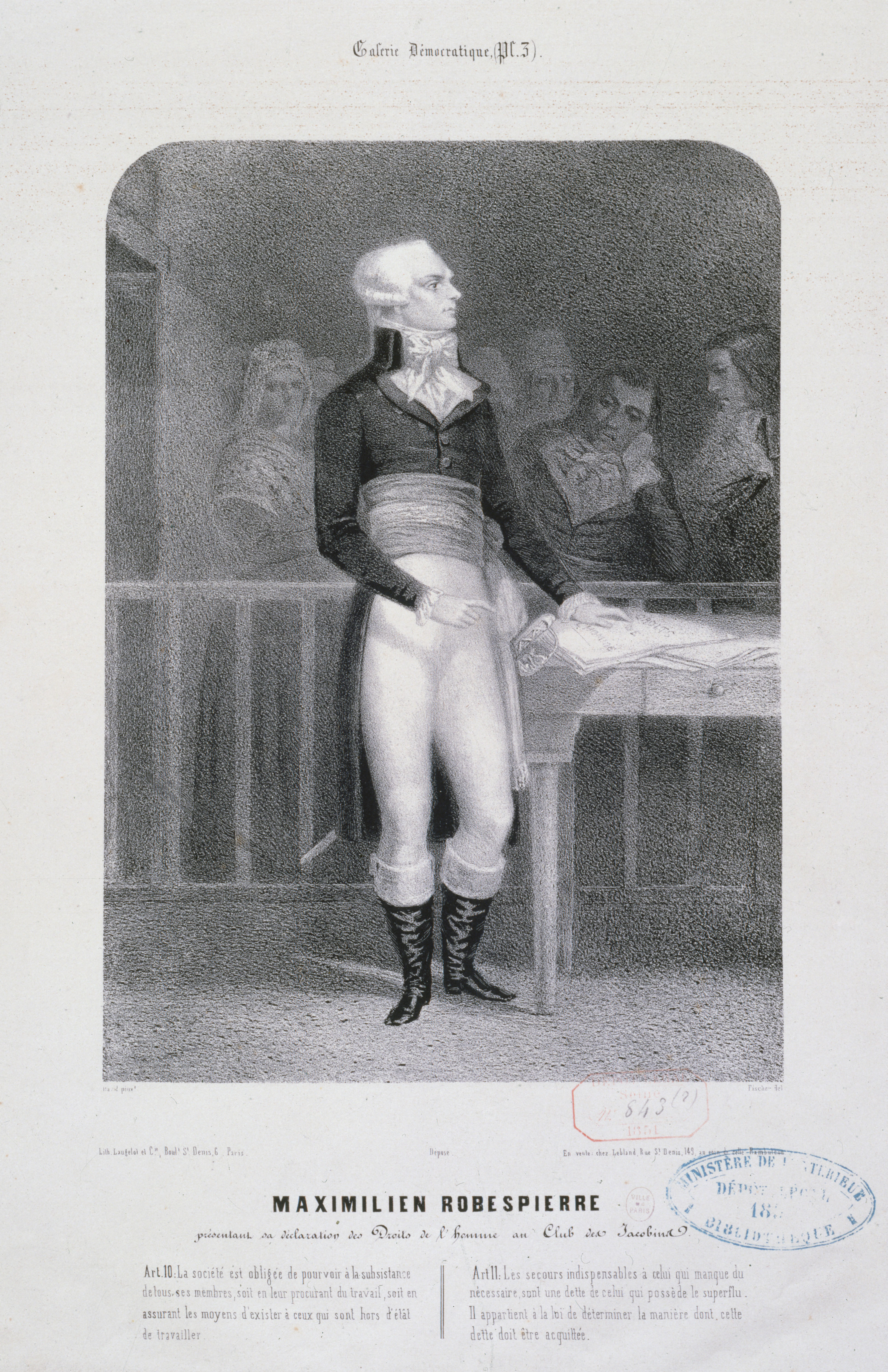
Maximilien Robespierre presenta su Declaración de Derechos Humanos al Club de los Jacobinos.

Robespierre decidió presentarse a las elecciones a los Estados Generales de abril de 1789, haciéndose conocido en su localidad por su panfleto Adresse à la nation artésienne. Si bien los principales terratenientes de la provincia se presentaron para la elección, el 26 de abril Robespierre fue elegido como el quinto diputado del Tercer Estado.
Al reunirse los Estados Generales en Versalles el 5 de mayo de 1789, la pasión de Robespierre empezó a ser evidente. Mirabeau dijo de él: «Este joven hombre cree en lo que dice: va a llegar lejos». Ferviente partidario de las ideas de Rousseau, ya le empezaba a dar forma propia en sus discursos en la asamblea, que eran tachados de extremistas por la mayoría.
Gran orador en la Asamblea Constituyente, a la que dirigió unos 150 discursos hasta 1791, se fue perfilando como uno de los líderes del pequeño grupo de extrema izquierda denominado despectivamente por Mirabeau como «Las treinta voces».
Desde la época de los Estados Generales, Robespierre había participado en el club de «Los amigos de la Constitución», que al trasladar su recinto al edificio de los monjes jacobinos (dominicos) serían reconocidos como los «jacobinos». Rodeado de personas del origen social parecido, y al volverse cada vez más un club muy restringido, Robespierre fue ganando terreno hasta convertirse en el líder del movimiento en el verano de 1792.
La fuga del rey y su detención en Varennes arruinó las posibilidades de una monarquía constitucional viable. Si bien Robespierre guardó aparente cautela, miles de manifestantes decidieron pedir la abdicación del rey en el Campo de Marte el 17 de julio de 1791, pero fueron dispersados a balazos por el batallón al mando de La Fayette. Los líderes de izquierda temieron por la reacción, Marat pasó a la clandestinidad, Danton a Inglaterra y Robespierre se mantuvo en París, refugiado en la casa de Maurice Duplay, un ebanista que residía en la Rue Saint-Honoré y simpatizante jacobino, lo que reforzó su posición al mantenerse en París y con su club durante esta grave situación.
El 30 de septiembre, en la disolución de la Asamblea Constituyente, Pétion y Robespierre, que gozaban de un tremendo apoyo popular, se convirtieron en dos de las figuras más representativas del momento.

## El Terror

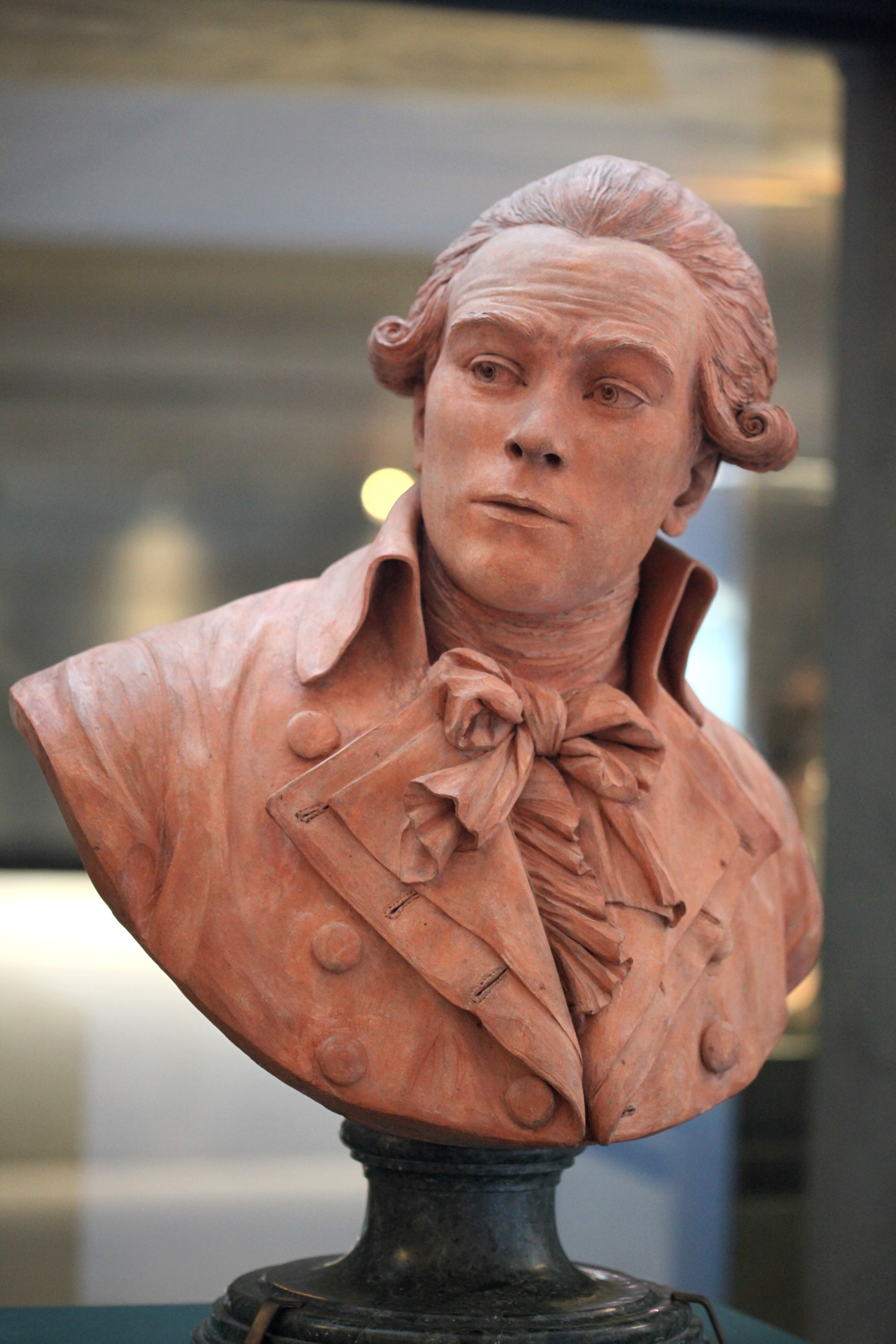
Busto de terracota de Robespierre, por Deseine, 1792 (castillo de Vizille)

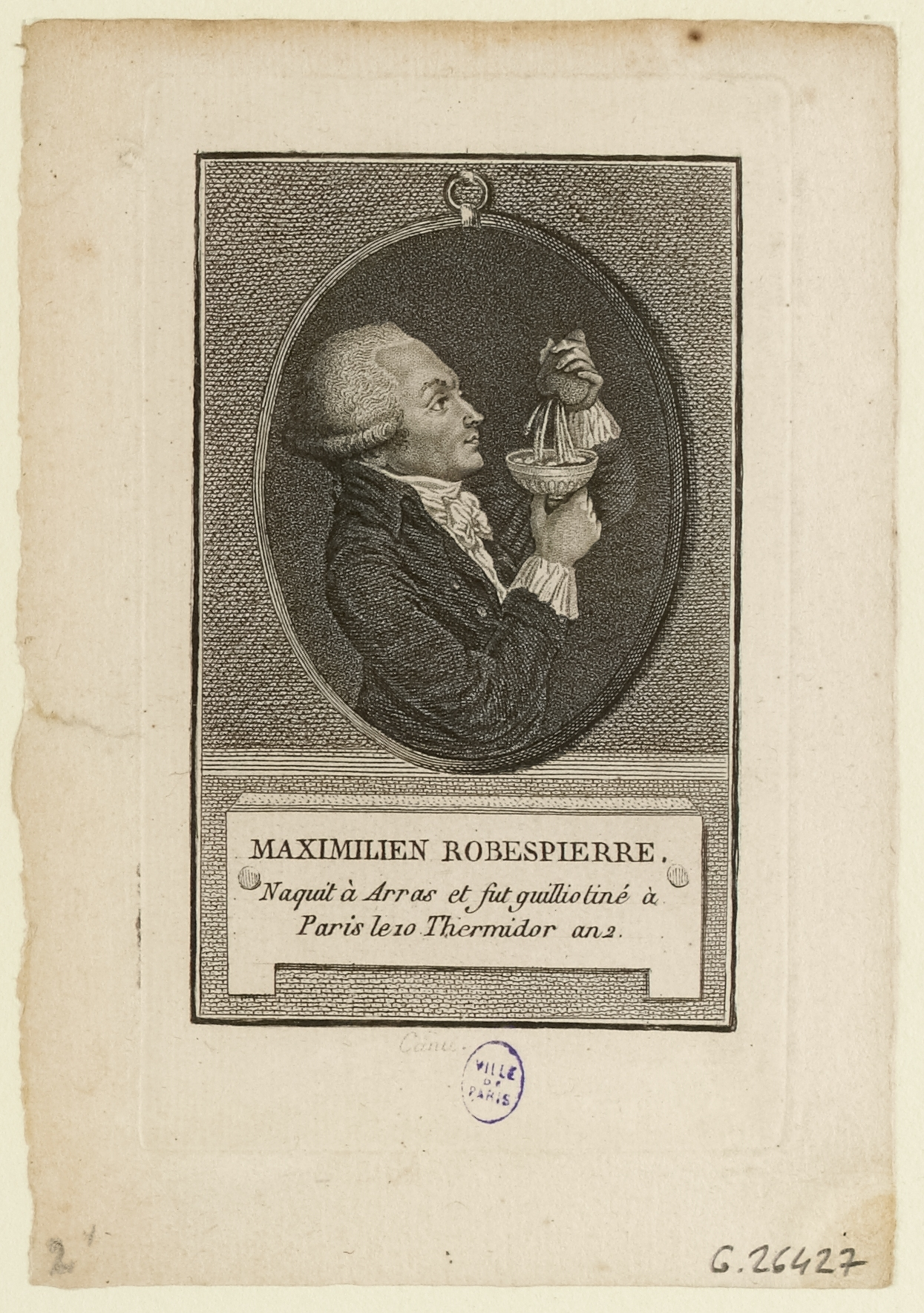
Robespierre presidente de la Convención Nacional en dos ocasiones, miembro de los jacobinos y del Comité de Salvación Pública, entidad que gobernó Francia durante el periodo revolucionario conocido como el Terror

Robespierre denunció la guerra de Francia contra Austria (1792) por considerar que Francia no estaba preparada para un conflicto de tal magnitud. Formó parte de la Convención Nacional, que se eligió por sufragio universal, y en la que se sentó entre los montañeses, llamados así por tener sus escaños en la parte alta del hemiciclo de la Asamblea Nacional. El apoyo de los revolucionarios de París (los sans-culottes) en las asambleas de cada distrito y municipio de la región parisina, llevó a Robespierre al poder: primero como miembro de la Comuna revolucionaria (el ayuntamiento) que ostentaba el poder local; luego como representante de la ciudad en la Convención Nacional que asumió todos los poderes, y en la que Robespierre apareció como portavoz del partido radical de la Montaña (junto con Danton y Marat). Fue en este momento cuando Robespierre manifestó abiertamente su republicanismo. Luchó firmemente contra los girondinos, el grupo de diputados moderados procedentes de la región de Burdeos, la Gironda, grupo de carácter conservador que abogaba por un Estado descentralizado y se inclinaba por mantener la monarquía constitucional o, en todo caso, llevar a cabo una revolución moderada. Ya antes, Robespierre estaba en desacuerdo con los girondinos sobre la conveniencia de la guerra contra las monarquías europeas, que los girondinos defendían con el argumento de llevar la libertad a los súbditos de los reyes. Robespierre estaba en contra, convencido de que «nadie quiere a los misioneros armados». 
Los girondinos constituían un grupo de presión político muy fuerte en la Asamblea Nacional, pero al oponerse a la línea de firmeza republicana radical que representaban los jacobinos y tras su rechazo a la ejecución de Luis XVI (que consideraban excesiva), Robespierre no cesó de atacarlos salvajemente en sus discursos. Finalmente, en 1793, Robespierre, apoyado por unas masas populares convenientemente dirigidas, dio un golpe de Estado y desmanteló el grupo girondino, arrestando a todos los dirigentes principales que pudo capturar.
La situación de la República en ese año de 1793 era de extrema gravedad, acosada en sus fronteras y con graves disturbios en su interior. Existía, asimismo, una seria desconfianza hacia el poder de los gobiernos, y la línea política jacobina propugnaba que la Asamblea Nacional fuera el centro del poder político, siendo los ministros meros ejecutores de las políticas emanadas de la Asamblea, con lo que Robespierre controlaba de este modo todo el poder. El acoso sufrido por la República provocó la formación del llamado Comité de Salvación Pública, dotado de poderes especiales, pero que debía rendir cuentas ante la Asamblea mensualmente de sus decisiones y actividad. El 9 de Termidor del año I (el 27 de julio de 1793), Robespierre entró a formar parte del Comité de Salvación Pública y gracias a su prestigio se convirtió en el principal dirigente de la nueva república, el de la «dictadura jacobina», obligada a proponer y ejecutar medidas excepcionales que se consideraban indispensables para salvaguardar la República de las graves amenazas tanto internas (guerra civil en la región de Vendée) como externas.[cita requerida]
Actuar en ejercicio de la Virtud, esto es, ejercerla individual y colectivamente, es una de las claves del pensamiento republicano de Robespierre; pero en los momentos históricos que atravesaba Francia y su nueva república democrático popular (la del periodo de dominio jacobino), el peligro que representaban los enemigos de la república era real: los legitimistas franceses, los expatriados franceses en Inglaterra o en los reinos alemanes y los conflictos constituían una amenaza. Robespierre consideraba que la República debía defenderse de forma contundente y rápida, arrebatando a sus enemigos la iniciativa, y a esa acción la denominaba el «Terror», esto es, según él, la aplicación inmediata de la justicia republicana con el objetivo de neutralizar a los enemigos de la República. De esta forma, el Terror, en el lenguaje republicano jacobino, es una acción en defensa de la Virtud, al objeto de defender el bien público, la República, estando obligado el Comité de Salvación Pública que asumía la defensa de ésta a dar cuenta pública de sus acciones. Desafortunadamente, la puesta en práctica de tales principios a manos de algunos «delegados en misión» (comisarios delegados en las provincias) condujo a la ejecución de todo sospechoso de ser contrarrevolucionario.

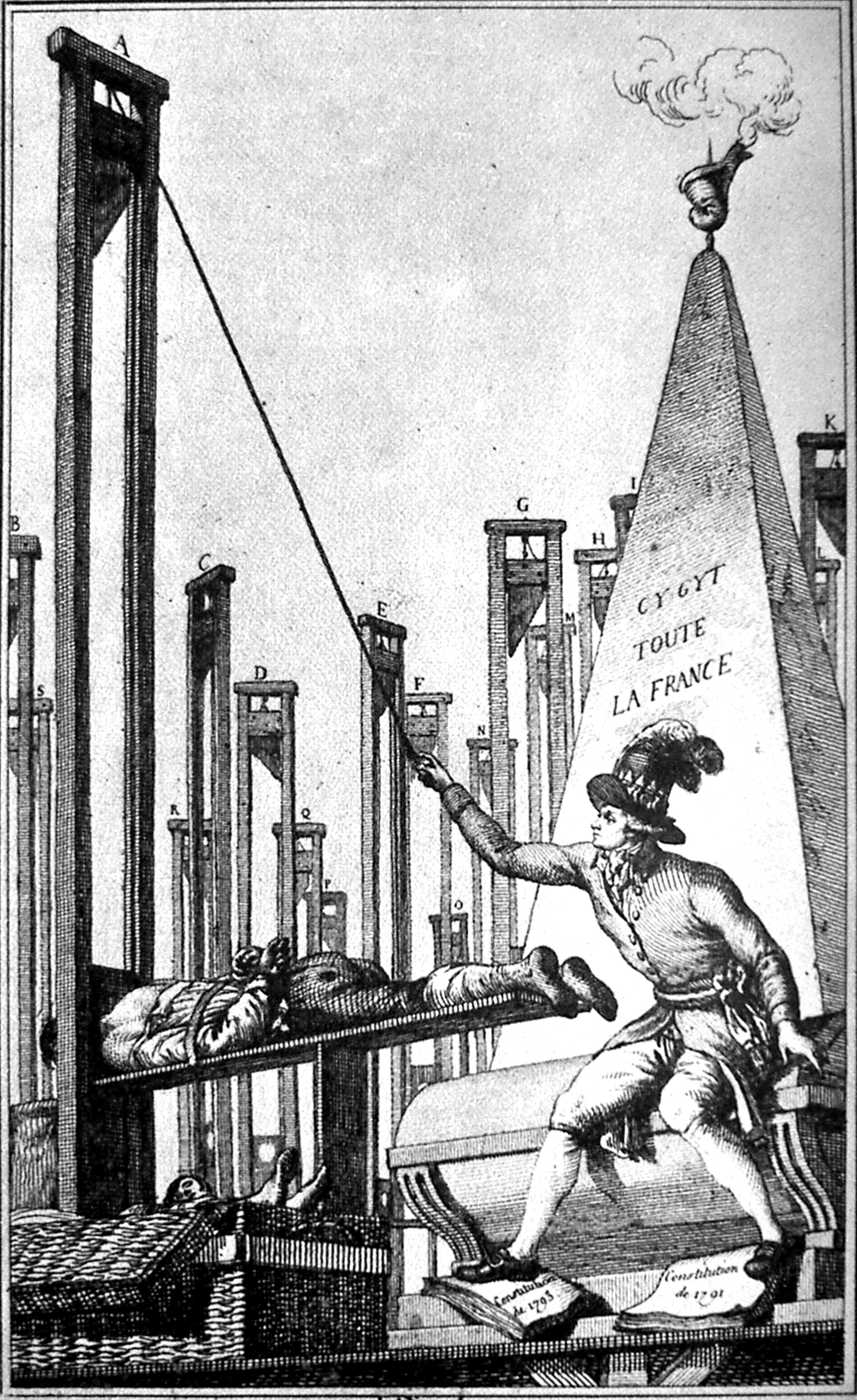
Caricatura que muestra a Robespierre ejecutando al verdugo después de guillotinar a todos los franceses.

El periodo del Terror supuso la muerte en la guillotina de miles de personas, muchas de ellas obreros y campesinos, pero sobre todo fue un símbolo de ruptura total con el pasado absolutista y la monarquía. Robespierre había sido un firme partidario de la abolición de la pena de muerte, pero su percepción se modificó al asumir la obligación de defender la República de sus enemigos, llegando a considerar que estaba justificada, siempre y cuando el ejecutado fuese un «enemigo».
La dinámica de continuos enfrentamientos internos sometió a la República de Robespierre a una gran tensión. Robespierre jugaba un papel más o menos centrista en el gobierno revolucionario. Se enfrentó a los ultrarrevolucionarios o hebertistas  (seguidores de Hébert) (24 de marzo de 1794), así como a los llamados «Indulgentes», agrupados en torno a Danton y Desmoulins (5 de abril de 1794). Actuando según el procedimiento habitual, el Comité de Salvación Pública procedió a eliminar a la oposición, tal y como se había hecho con los girondinos: Danton, Desmoulins y Hébert fueron detenidos, juzgados sumariamente y ejecutados en la guillotina. 
Maximilien Robespierre trató entonces de imponer su ideal de república democrática y virtuosa: «El terror, sin virtud, es desastroso. La virtud, sin terror, es impotente».[cita requerida] La propuesta republicana de Robespierre asumía los valores de la Ilustración y los desarrollaba políticamente en la práctica, coronándola espiritualmente con la institución del culto al Ser Supremo, en realidad una concesión teísta frente a los sectores más abiertamente antirreligiosos. El sistema administrativo escogido fue el centralista, potenciando el francés como único idioma para la enseñanza, lo que a largo plazo supuso prácticamente la erradicación de las lenguas romances del sur, del flamenco, del alemán, del bretón y del euskera.

## Teoría del gobierno revolucionario
La teoría del gobierno revolucionario es tan nueva como la revolución que la ha traído. No hay que buscarla en los libros de los escritores políticos, que no han visto en absoluto esta Revolución, ni en las leyes de los tiranos que contentos con abusar de su poder, se ocupan poco de buscar la legitimidad; esta palabra no es para la aristocracia más que un asunto de terror; para los tiranos, un escándalo; para mucha gente un enigma.

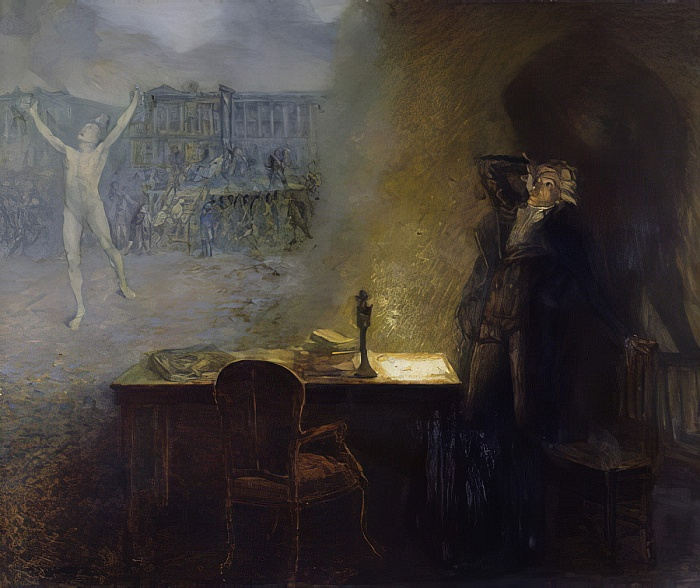
La vision de Robespierre de Jean-Joseph Weerts (1847-1927), Roubaix, Musée d'Art et d'Industrie.

El principio del gobierno constitucional es conservar la República; la del gobierno revolucionario es fundarla. El gobierno constitucional se ocupa principalmente de la libertad civil; y el gobierno revolucionario de la libertad pública. Bajo el régimen constitucional es suficiente con proteger a los individuos de los abusos del poder público; bajo el régimen revolucionario, el propio poder público está obligado a defenderse contra todas las facciones que le ataquen. El gobierno revolucionario debe a los buenos ciudadanos toda la protección nacional; a los enemigos del pueblo no les debe sino la muerte.
Robespierre, La teoría del gobierno revolucionario

Robespierre, sometido a una continua presión y deseoso de aplicar su programa sin trabas, empezó a ausentarse de las reuniones formales del Comité de Salvación Pública; esto provocó una gran inquietud entre miembros de la Convención y del propio Comité, incluso entre quienes habían sido hasta entonces partidarios del terror (Fouché, Barras, los diputados del Marais[cita requerida]), que temían, muy justificadamente, seguir los pasos de Danton y Hébert. La instauración del Gran Terror (Ley de Pradial, año II — 10 de junio de 1794) fue considerada innecesaria, ya que tras las victorias militares (Fleurus, 26 de junio de 1794) la Revolución ya estaba consolidada y no era preciso un régimen tan extremista. Pensando, no sin razón, que la continuidad de «El incorruptible» al frente del Comité de Salvación Pública implicaría que Robespierre estaba ahora decidido a limpiar la República de todo aquel que pudiera rivalizar con él en el liderazgo de la nación, comenzó a fraguarse un golpe de Estado en el interior del propio poder revolucionario, cuya cúpula estaba repleta de girondinos no confesos, de jacobinos deseosos de vengar las muertes de Danton y Hébert, o simplemente de gente temerosa de ser acusada de traición y ajusticiada en consecuencia por el inflexible Robespierre.[cita requerida]

## Caída y muerte

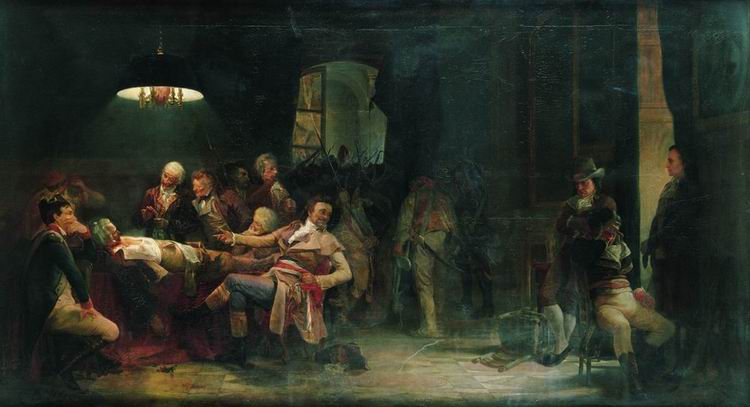
Nueve de Termidor (1864), de Valery Jacobi, conservado en la galería Tretiakov de Moscú. Tumbado sobre una mesa, herido, en una sala del Comité de Salvación Pública, Robespierre es objeto de la curiosidad y de los insultos de sus guardianes, delante de sus amigos, deshechos

El 8 de Termidor del año II (26 de julio de 1794), Robespierre pronunció un discurso extraño que se podía interpretar como un testamento político, pero también como aviso de que iba a denunciar ante la Convención a nuevos traidores a la revolución. Al día siguiente, apareció uno de sus colaboradores más estrechos, Louis de Saint-Just, para presentar un informe del Comité sin haberlo leído antes a los otros miembros del mismo. Aunque se trataba de una propuesta de conciliación, algunos diputados, aterrados ante la posibilidad de que fuera a reclamar la depuración dando nombres, comenzaron a dar gritos, impidiéndole seguir con el discurso. Un grupo de diputados fue especialmente activo en este sentido, ya que en los días anteriores habían planeado la caída de los robespierristas. Finalmente, después de que el centro le negara su apoyo, Robespierre fue acusado de dictador y detenido junto con otros dos miembros del Comité, Saint-Just y Georges Couthon. El hermano de Robespierre, Augustin, junto con Philippe Le Bas, miembro del Comité de la Seguridad General, pidieron ser arrestados junto con ellos. 

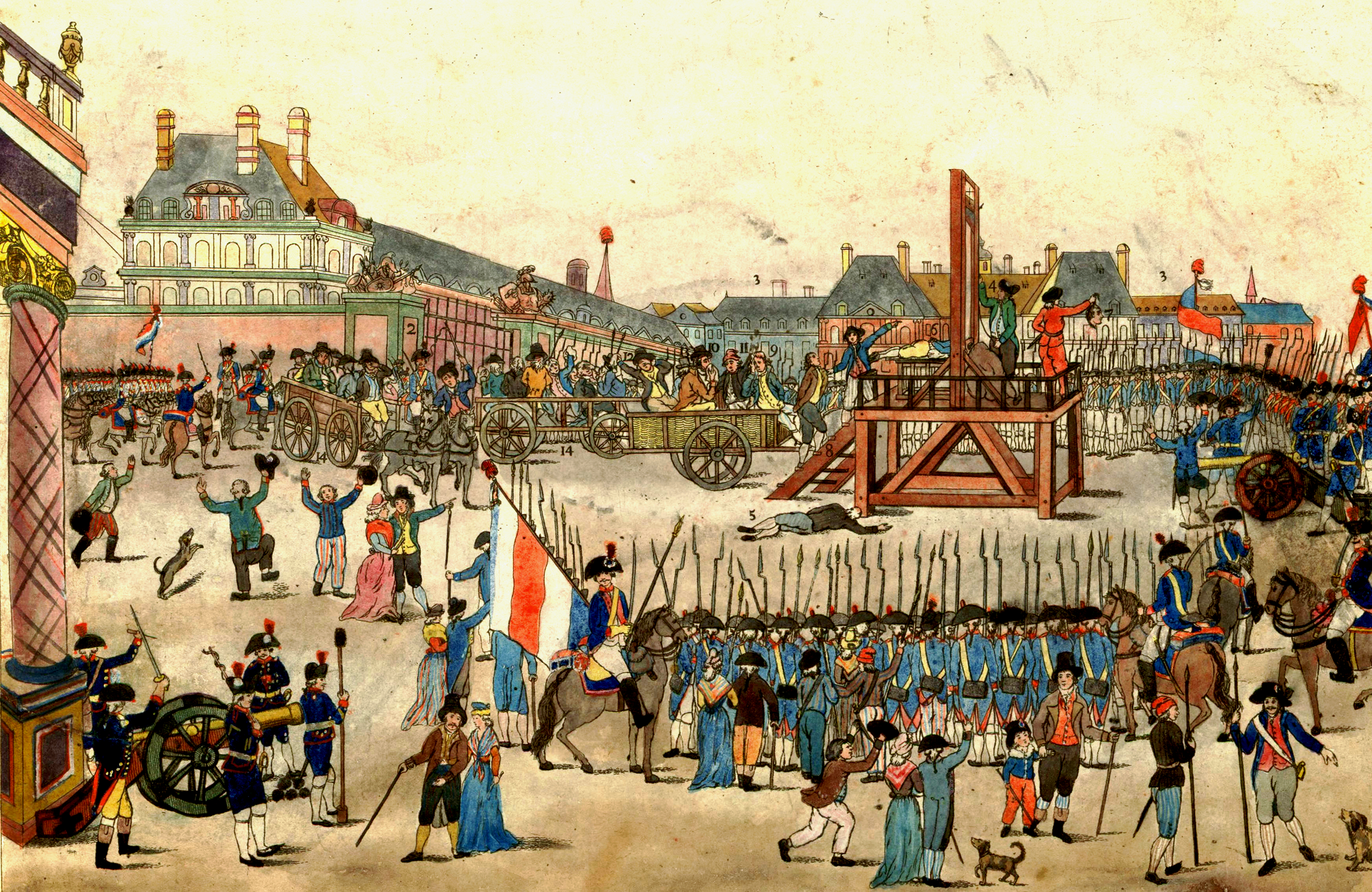
La ejecución de Robespierre. El hombre decapitado que se observa es Couthon; el cuerpo de La Bas está tendido en el suelo; Robespierre aparece sentado en el carro cerca del cadalso con un pañuelo sobre la boca.

Liberados de la cárcel por la comuna de París, que les prestó apoyo, los robespierristas se refugiaron en el edificio del ayuntamiento, respaldados por un sector del ejército mandado por el general François Hanriot. Esa misma noche, las tropas leales a la Convención asaltaron el ayuntamiento, que se había ido vaciando a medida que pasaban las horas. El edificio, tras un tiroteo durante el cual Robespierre resultó herido de un disparo en la cara a la altura de la boca (no se sabe si fue autoinfligido o producto de la escaramuza), cayó en manos termidorianas. Al día siguiente, Robespierre fue conducido a la plaza de la Revolución (hoy plaza de la Concordia), en la que más de mil personas habían sido decapitadas durante los meses anteriores, y fue guillotinado junto a veintiún colaboradores, entre los que se encontraban Saint-Just, Couthon y el general Hanriot. El cuerpo de Robespierre y el de los demás condenados fue enterrado en una fosa común en el cementerio de Errancis, en la que se vertió cal viva a fin de borrar todo rastro. Su caída acabó con el Terror y con el furor republicano. 

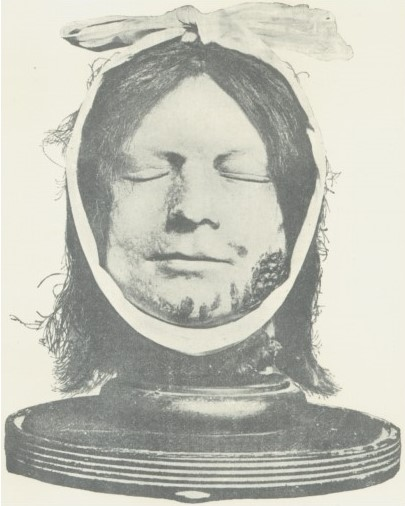
Fotografía de la presunta máscara mortuoria de Robespierre expuesta en el museo de cera Madame Tussauds.

## En la literatura
| Año  | Obra                                                           | Autor                  |
| ---- | -------------------------------------------------------------- | ---------------------- |
| 1929 | Robespierre. Estudio psico-patológico del impulso del dominio. | Hans Von Hebtig        |
| 2000 | La estrella de Robespierre                                     | Pedro Gordon           |
| 2012 | Robespierre                                                    | Javier García Sánchez  |
| 2022 | La versallesca                                                 | Juan Rivas-Santisteban |

## En el cine
| Año  | Película                   | Director                          | Actor             |
| ---- | -------------------------- | --------------------------------- | ----------------- |
| 1989 | Historia de una revolución | Roberto Enrico Richard T. Heffron | Andrzej Seweryn   |
| 1983 | Danton                     | Andrzej Wajda                     | Wojciech Pszoniak |
| 1949 | Reign of Terror            | Anthony Mann                      | Richard Basehart  |
| 1927 | Napoleón                   | Abel Gance                        | Edmond Van Daële  |

| Precedido por: Marie-Jean Hérault de Séchelles                                  | Presidente de la Convención Nacional 22 de agosto-5 de septiembre de 1793 | Sucedido por: Jacques-Nicolas Billaud |
| Precedido por: Claude-Antoine Prieur-Duvernois                                  | Presidente de la Convención Nacional 4 de junio-19 de junio de 1794       | Sucedido por: Élie Lacoste            |
| Miembro del Comité de Salvación Pública 27 de julio de 1793-27 de julio de 1794 |                                                                           |                                       |